# Nottonville
Nottonville település Franciaországban, Eure-et-Loir megyében. Lakosainak száma 283 fő (2022. január 1.). Nottonville Cormainville, Varize, Villiers-Saint-Orien, Courbehaye, Bazoches-en-Dunois és Villemaury községekkel határos.

## Népesség
A település népességének változása:
| Lakosok száma | 400  | 325  | 275  | 274  | 324  | 307  | 304  | 289  | 283  | 283  |
|               | 1968 | 1982 | 1990 | 2006 | 2013 | 2015 | 2017 | 2019 | 2020 | 2022 |